# پارانتان
پارانتان (به لاتین: Paranthan) یک منطقهٔ مسکونی در سری‌لانکا است که در ناحیه کیلینوچی واقع شده‌است.